# Holde
Holde este un film românesc din 1979 regizat de Slavomir Popovici.